# B Nazionale 1975-1976
La B Nazionale 1975-1976 è stata la 16ª edizione della seconda divisione greca di pallacanestro maschile.

## Classifica finale

### Gruppo Sud
| #  | Teams                        | P  | V  | P  | Pt | Qualificate |
| -- | ---------------------------- | -- | -- | -- | -- | ----------- |
| 1  | Apollon Patrasso             | 18 | 17 | 1  | 35 | Promozione  |
| 2  | Esperos Kallithea            | 18 | 14 | 4  | 32 |             |
| 3  | Pagrati Atene                | 18 | 14 | 4  | 32 |             |
| 4  | Ethnikos Pireo               | 18 | 10 | 8  | 28 |             |
| 5  | Ionikos Neas Filadelfeias BC | 18 | 9  | 9  | 27 |             |
| 6  | E.A. Patrasso                | 18 | 8  | 10 | 26 |             |
| 7  | A.O. Egaleo                  | 18 | 7  | 11 | 25 | Retrocesse  |
| 8  | Near East                    | 18 | 6  | 12 | 24 | Retrocesse  |
| 9  | A.O. Agrinio                 | 18 | 3  | 15 | 21 |             |
| 10 | O.A.A. Iraklio               | 18 | 3  | 15 | 21 |             |

- Per le retrocessioni è stato applicato il così detto "sistema cittadino" secondo cui le due peggiori squadre di Atene, indipendentemente dalla posizione, sarebbero state retrocesse.

### Gruppo Nord
| #  | Teams                    | P  | V  | P  | Pt | Qualificate |
| -- | ------------------------ | -- | -- | -- | -- | ----------- |
| 1  | Dīmokritos Thessalonikīs | 18 | 17 | 1  | 35 | Promozione  |
| 2  | Nikī Volo                | 18 | 15 | 3  | 33 |             |
| 3  | G.S. Larissa             | 18 | 12 | 6  | 30 |             |
| 4  | Anagennīsī Thessalonikīs | 18 | 10 | 8  | 28 |             |
| 5  | Esperos Vyzantiou        | 18 | 9  | 9  | 27 |             |
| 6  | Apollōn Kalamaria        | 18 | 8  | 10 | 26 |             |
| 7  | E.A. Larissa             | 18 | 7  | 11 | 25 |             |
| 8  | Ethnikos-Olympiakos Volo | 18 | 5  | 13 | 23 |             |
| 9  | Aetos Thessalonikīs      | 18 | 5  | 13 | 23 | Retrocesse  |
| 10 | G.S. Volo                | 18 | 2  | 16 | 20 | Retrocesse  |